# 7 Blades
7 Blades (セブンブレイズ) est un jeu vidéo d'action-aventure développé par Konami Computer Entertainment Japan East et édité par Konami, sorti en 2000 sur PlayStation 2.
Le jeu est basé sur le film Zipang (en) de Kaizo Hayashi (en).

## Accueil
- Jeuxvideo.com : 14/20[2]